# Танцор зенне
Танцор зенне (тур. Zenne) — турецкий фильм 2012 года, снятый Джанером Альпером и Мехметом Бинаем.
Слово «зенне», использованное в названии, означает в турецком языке мужчину-танцора, выступающего в женской одежде.

## Сюжет
В основу сюжета фильма легла история жизни студента Ахмета Йылдыза, который был убит отцом из-за своей гомосексуальной ориентации.
Главные герои фильма — трое мужчин, Ахмет, Джан и Даниэль. Они во многом не схожи друг с другом. Джан работает танцовщиком. Даниэль — фотожурналист, живущий в Германии и лишь изредка посещающий Турцию.

## Критика
Консервативная газета «Yeni Akit» назвала фильм «гомосексуальной пропагандой», созданной, чтобы «легитимизировать извращение посредством так называемого искусства».

## Награды и премии
- Премия «Золотой апельсин» в пяти номинациях[3][7].